# Hordeum chilense
Hordeum chilense es una especie de planta herbácea perteneciente a la familia de las poáceas. Es originaria de Sudamérica

## Descripción
Es una hierba perennifolia que alcanza un tamaño de 20-80 cm de altura. Espiga fina de 5-10 cm de longitud por 0,5 de ancho, sin las aristas. Espiguillas de más o menos 2 cm de long. Flores laterales más pequeñas, pediceladas, estériles, sin aristas; espiguilla central sésil, fértil y aristada, la arista es de mayor tamaño que las 6 setas del conjunto.

## Distribución
Su área de dispersión comprende Brasil, Uruguay, Perú, Argentina y Chile.

## Taxonomía
Hordeum chilense fue descrita por Roem. & Schult.  y publicado en Systema Vegetabilium 2: 796. 1817.
Sinonimia
- Critesion chilense (Roem. & Schult.) Á.Löve
- Hordeum chilense var. chilense
- Hordeum cylindricum Steud.
- Hordeum depauperatum Steud.
- Hordeum pratense var. brongniartii Macloskie
- Hordeum secalinum var. chilense É.Desv.	[3]